# Jerk (gastronomia)
Il jerk indica una salsa tradizionale della Giamaica e diffusa nei Caraibi. Esso consiste nel cuocere alla griglia della carne fatta precedentemente marinare in una miscela speziata e molto piccante, anche essa definita jerk.
Oggi il pollo allo jerk (jerk chicken) e il maiale allo jerk (jerk pork), che prendono il nome da tale metodo di cottura, sono divenuti fra i piatti più noti e diffusi dell'isola caraibica.

## Storia ed etimologia
Sebbene abbia origini che vengono fatte risalire ai Taino, popolo amerindio che occupò i Caraibi, il metodo di cottura jerk sarebbe maturato soltanto intorno al 1655, dall'incontro fra tale popolazione e gli schiavi africani spagnoli e inglesi fuggiti sulle alture di Saint Thomas per sottrarsi ai coloni inglesi e spagnoli impegnati nella guerra anglo-spagnola. Se, durante il diciassettesimo secolo, qualsiasi gruppo etnico era solito cacciare i maiali selvatici della Giamaica, al termine del diciottesimo secolo la maggior parte dei suini cucinati con la tecnica jerk veniva importata. Soltanto i discendenti degli schiavi continuarono a praticare la caccia ai maiali selvatici sul posto. Intorno agli anni sessanta, alcuni imprenditori caraibici, che cercarono di ricreare l'aroma della carne affumicata nella fossa, inventarono dei barbecue che si aprivano longitudinalmente e dotati di fori di ventilazione. Oggi, la carne di pollo o maiale cotta allo jerk viene comunemente servita in bancarelle diffuse in tutta l'isola dove viene venduta come cibo da strada, accompagnata da pane di pasta dura, o festival o johnnycake.
Il termine jerk deriva da charqui, parola della lingua quechua che indica la carne secca o saltata. La parola jerk indica anche l'azione di "strappare" la carne affinché essa possa assorbire più facilmente l'aroma delle spezie. Secondo Winston Stoner, direttore della Bushe Browne, il termine deriva da juk, che in lingua giamaicana significa "infilzare".

## Preparazione
Per preparare un piatto allo jerk, bisogna bagnare la carne in succo di lime o aceto e, dopo averla fatta marinare in una pasta piccante a base di peperoncini Scotch Bonnet e altri ingredienti fra cui aglio, pepe di Caienna, timo, prezzemolo, zucchero e pepe, la si fa cuocere a fuoco lento affumicandola su brace di legno duro. Se originariamente la carne allo jerk veniva cotta sopra focolari accesi in buche scavate nel terreno, oggi tale piatto viene anche cotto tramite affumicatori o barbecue.